# 云南省生态环境厅
云南省生态环境厅是中华人民共和国云南省人民政府主管环境保护工作的组成部门。

## 历史沿革
1974年2月14日，云南省革命委员会成立环境保护领导小组。1979年10月，中共云南省委决定设立云南省环境保护局。1983年6月，云南省建设委员会部分处室、云南省城市建设局、云南省环境保护局、云南省人民防空办公室等机构合并组建云南省城乡建设环境保护厅。1986年7月，中共云南省委决定撤销云南省城乡建设环境保护厅，成立云南省城乡建设委员会。1987年1月31日，成立云南省环境保护委员会，由云南省城乡建设委员会代管，副省长朱奎担任主任。1991年5月，云南省环境保护委员会单独建制。
1993年，在云南省人民政府机构改革中，成立云南省环境保护局，为云南省人民政府直属副厅级机构。同时保留云南省环境保护委员会，为议事协调机构。1996年4月，云南省环境保护局调整为正厅级单位。
2009年1月，在云南省人民政府机构改革中，成立云南省环境保护厅，为云南省人民政府组成部门。撤销原云南省环境保护局。
2018年，在云南省人民政府机构改革中，成立云南省生态环境厅，为云南省人民政府组成部门。它整合了原云南省环境保护厅的职责，以及云南省发展和改革委员会的应对气候变化和减排职责，云南省国土资源厅的监督防止地下水污染职责，云南省水利厅的编制水功能区划、排污口设置管理、流域水环境保护职责，云南省农业厅的监督指导农业面源污染治理职责等整合。2018年10月25日，云南省生态环境厅正式挂牌。

## 职责
1. 负责建立健全生态环境基本制度。
2. 负责重大生态环境问题的统筹协调和监督管理。
3. 负责监督管理全省减排目标的落实。
4. 负责提出生态环境领域固定资产投资规模和方向，中央财政资金、省级财政性资金安排的意见，按照省政府规定权限审批、核准规划内和年度计划规模内固定资产投资项目，配合有关部门做好组织实施和监督工作。
5. 负责环境污染防治的监督管理。
6. 指导协调和监督生态保护修复工作。
7. 负责核与辐射安全的监督管理。
8. 负责生态环境准入的监督管理。
9. 负责生态环境监测工作。
10. 负责应对气候变化工作。
11. 组织开展全省生态环境保护督察。
12. 统一负责生态环境监督执法。
13. 组织指导和协调生态环境宣传教育。
14. 开展生态环境对外合作交流。
15. 完成省委、省政府交办的其他任务。

## 机构设置
内设机构
- 办公室
- 云南省生态环境保护督察办公室
- 综合处
- 法规与标准处
- 科技与财务处
- 自然生态保护处
- 生态文明建设处
- 水生态环境处
- 大气环境处
- 土壤生态环境处
- 固体废物与化学品处
- 核安全与辐射环境管理处
- 行政审批处（环境影响评价与排放管理处）
- 生态环境监测处
- 对外交流合作处
- 宣传教育处
- 机关党委（行政体制与人事处）

直属事业单位
- 云南省生态环境监测中心站
- 云南省生态环境监察总队
- 云南省生态环境宣传教育中心
- 云南省生态环境对外合作中心
- 云南省生态环境信息中心
- 云南省辐射环境监督站
- 云南省生态环境工程评估中心
- 云南省生态环境科学研究院
- 云南省固体废物管理中心
- 云南省生态环境厅机关服务中心

## 历任领导
云南省环境保护局局长
- 付阙（1981年1月－1983年6月）

云南省城乡建设环境保护厅厅长
- 万耀林（1983年6月－1985年6月）
- 李广润（1985年6月－1986年8月）

云南省环境保护局局长
- 李广润（1995年5月－1998年5月）
- 吴晓青（1998年11月－2003年1月）
- 李现武（2003年1月－2005年8月）
- 王建华（2005年8月－2009年1月）

云南省环境保护厅厅长
- 王建华（2009年1月－2014年7月）
- 姚国华（2014年7月－2015年10月）
- 张纪华（2015年10月－2018年10月）

云南省生态环境厅厅长
- 张纪华（2018年10月－2020年11月）
- 岳修虎（2020年11月－2021年7月）
- 马永福（2021年7月－2024年5月31日）
- 胡江辉（2024年5月31日－）